# Ivan Trnovac Ratković
Ivan Trnovac Ratković (Trnovac (Gospić), 7. kolovoza 1848. − Beč, 29. siječnja 1923.), hrvatski vojni zapovjednik, plemić, podmaršal austro-ugarskih vojnih snaga.

## Životopis
Rodio se je u Trnovcu kod Gospića. U Trstu je pohađao kadetsku školu. Od 1863. u 1. graničarskoj ličkoj pukovniji. Ratova u ratovima protiv Talijana i u austrougarskom zaposjedanju BiH 1878. godine. Napredovao je u činu. 1893. je godine postao majorom, a 1900. pukovnikom. U međuvremenu je 1894. postao plemić. Od 1901. zapovijedao je 27. hrvatsko-slavonskom domobranskom pukovnijom iz Siska. Premješten je 1904. i od te godine zapovijeda 83. domobranskom brigadom u Zagrebu. Nakon toga slijeda još dva napretka u činu. 1906. godine promaknut je u general majora, a 1909. umirovljen je u činu podmaršala.